# Cal·lianax
Cal·lianax (en llatí Callianax, en grec Καλλιάναξ) fou un metge grec que probablement va viure al segle III aC. Fou deixeble d'Heròfil de Calcedònia. Es va caracteritzar per la brutalitat de tracte als seus pacients. Algunes de les seves respostes les va conservar Galè, que diu que vegades, en moments concrets, contestava als malalts amb versos de grans poetes.